# Sackbohrer

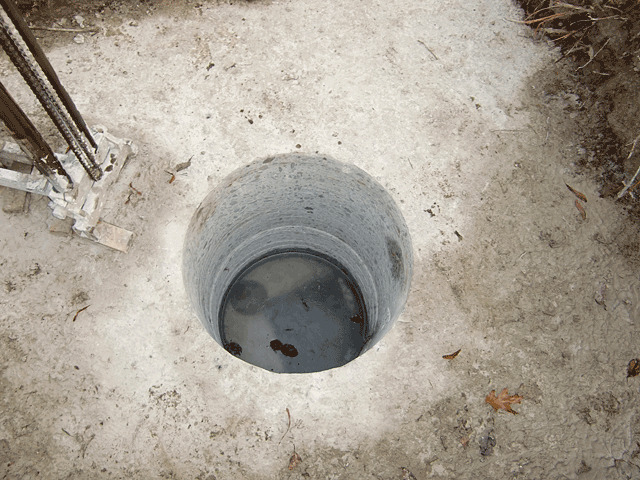
In Beton werden Kernlochbohrungen mit diamantbesetzten Bohrkronen ausgeführt, da ein Sackbohrer sich nur für weicheres Material eignet

Ein Sackbohrer ist ein Werkzeug, das bei Brunnenarbeiten zum Ausheben von Sand oder Erde dient.
Bei weniger festen Böden wird stattdessen eine Sand- bzw. Kiespumpe oder ein Plunscher verwendet, die jedoch nur in bereits wassergefüllten Bohrlöchern funktionieren.
Der Sackbohrer besteht aus einer langen, oben mit einem Querheft versehenen Holzstange, die unten mit einer eisernen Spitze und einer halb- oder viertelkreisförmigen seitlichen Schneide versehen ist, die beim Drehen der Stange Boden ablöst. Ein an der Schneide befestigter Sack nimmt den Boden auf.
Der Diaksche Sackbohrer besitzt zwei symmetrisch zur Achse gestellte Schneiden, deren unterer Teil in schräg abwärts gerichtete Spitzen zum Ablösen von Steinen ausläuft.
Siehe auch: Liste der Werkzeuge